# Litva na Svetovnem prvenstvu v hokeju na ledu 2009
Litva na Svetovnem prvenstvu v hokeju na ledu 2009 D1, ki je potekalo med 11. in 17. aprilom 2009 v litvanskem mestu Vilna. V elitno skupino svetovnega hokeja je vodilo prvo mesto na turnirju. 

## Postava
- Selektor: Dmitrij Medvedev (pomočnik: Vytautas Slikas)
- Vratarji: Mantas Armalis, Nerijus Dauksevicius, Ernestas Kielius
- Branilci: Rolandas Aliukonis, Jevgenijus Cugajus, Andrius Kaminskas, Arturas Katulis, Mindaugas Kieras, Petras Nauseda, Karolis Nekrasevicius, Edvinas Stepanavicius, Karolis Sveikauskas, Justinas Vezelis, Tomas Vysniauskas
- Napadalci: Egidijus Bauba, Dmitrijus Bernatavicius, Arnoldas Bosas, Sergej Ivanuskin, Dovydas Kulevicius, Sarunas Kuliesius, Donatas Kumeliauskas, Tadas Kumeliauskas, Darius Lelenas, Darius Pliskauskas, Karolis Slikas, Martynas Slikas, Dalius Vaiciukevicius, Povilas Verenis, Algimantas Visockas, Dainius Zubrus

## Tekme
| 11. april 2009 | Litva | 1 - 5 | Kazahstan | Siemens Arena, Vilna |

| Poročilo tekme | Poročilo tekme                               | Poročilo tekme         | Poročilo tekme | Poročilo tekme                   |
| -------------- | -------------------------------------------- | ---------------------- | --- | -------------------------------- |
| Začetek: 20:00 | Kumeliauskas (Kumeliauskas, Aliukonis) 46:25 | ( 0 - 1, 0 - 2, 1 - 2) | Jakovenko (Krasnoslobocev, Solarev) 02:37 Rimarev (Starčenko, Koreškov) PP1 03:57 Solarev (Krasnoslobocev) 25:29 Savčenko (Gavrilin, Krasnoslobocev) PP2 53:14 Koreškov (Aleksandrov, Jakovenko) PP2 54:29 | Gledalci: 7300 Sodnik: Pat Smith |

| 13. april 2009 | Slovenija | 8 - 2 | Litva | Siemens Arena, Vilna |

| Poročilo tekme | Poročilo tekme | Poročilo tekme         | Poročilo tekme                                                      | Poročilo tekme                         |
| -------------- | --- | ---------------------- | ------------------------------------------------------------------- | -------------------------------------- |
| Začetek: 20:00 | Milovanovič (Rodman) PP1 24:47 Hočevar (Tičar) 27:48 Šivic (Robar, Razingar) PP1 32:46 Robar (Kovačevič) PP1 38:42 Rodman (Rodman) PP1 43:24 Šivic (Mušič, Razingar) 46:49 Razingar (Šivic) 51:39 Hebar (Rodman, Rodman) PP1 58:40 | ( 0 - 0, 4 - 0, 4 - 2) | Katulis (Lelenas, Kumeliauskas) 40:33 Bosas (Vysniauskas) SH1 56:37 | Gledalci: 5400 Sodnik: Antonin Jerabek |

| 14. april 2009 | Avstralija | 3 - 9 | Litva | Siemens Arena, Vilna |

| Poročilo tekme | Poročilo tekme                                                                          | Poročilo tekme         | Poročilo tekme | Poročilo tekme                   |
| -------------- | --------------------------------------------------------------------------------------- | ---------------------- | --- | -------------------------------- |
| Začetek: 20:00 | Stransky (Rubes) 32:24 Franchini (Stransky) PP1 51:49 Upton (Stephenson, Seymour) 56:48 | ( 0 - 5, 1 - 2, 2 - 2) | Kuliesius (Vaiciukevicius, Nauseda) 04:12 Ivanuskin (Slikas, Bosas) 07:49 Kuliesius (Kulevicius, Nauseda) 13:17 Katulis (Bernatavicius) 14:10 Lelenas (Kumeliauskas) 15:06 Ivanuskin (Slikas, Bosas) 31:15 Kumeliauskas (Nekrasevicius, Lelenas) PP1 39:11 Verenis 45:01 Katulis (Verenis, Bernatavicius) 49:07 | Gledalci: 6400 Sodnik: Pat Smith |

| 16. april 2009 | Litva | 7 - 2 | Hrvaška | Siemens Arena, Vilna |

| Poročilo tekme | Poročilo tekme | Poročilo tekme         | Poročilo tekme                                                        | Poročilo tekme                    |
| -------------- | --- | ---------------------- | --------------------------------------------------------------------- | --------------------------------- |
| Začetek: 20:00 | Kuliesius (Vaiciukevicius, Nauseda) PP1 03:45 Vaiciukevicius (Kuliesius, Nauseda) 13:57 Nauseda (Kulevicius) 30:47 Lelenas (Kumeliauskas, Kumeliauskas) PP1 42:50 Lelenas (Kumeliauskas) 53:59 Slikas (Bosas) 59:24 Lelenas (Kieras, Kumeliauskas) 59:59 | ( 2 - 1, 1 - 0, 4 - 1) | Kanaet (Rendulić, Brumerčik) 07:53 Rendulić (Belić, Kanaet) PP1 57:37 | Gledalci: 7400 Sodnik: Juraj Konc |

| 17. april 2009 | Japonska | 5 - 1 | Litva | Siemens Arena, Vilna |

| Poročilo tekme | Poročilo tekme | Poročilo tekme         | Poročilo tekme                    | Poročilo tekme                   |
| -------------- | --- | ---------------------- | --------------------------------- | -------------------------------- |
| Začetek: 20:00 | Kamino (Minami, Obara) 06:40 Kuči (Keller, Saito) 26:47 Kavašima (Saito, Imura) PP2 33:38 Obara (Keller) 36:22 Saito (Saito, Tonosaki) 48:03 | ( 1 - 0, 3 - 1, 1 - 0) | Verenis (Kulevicius, Bauba) 38:09 | Gledalci: 8700 Sodnik: Pat Smith |

## Seznam reprezentantov s statistiko

### Vratarji
| #  | Igralec              | OT | OMIN | PG | PGT  | KM | PPPG | PSHG |
| 29 | Ernestas Kielius     | 5  | 80   | 10 | 7,5  | 0  | 6    | 0    |
| 30 | Nerijus Dauksevicius | 5  | 220  | 13 | 3,55 | 0  | 4    | 0    |
| -- | -------------------- | -- | ---- | -- | ---- | -- | ---- | ---- |

### Drsalci
| #  | Igralec                 | OT | DG | DA | TOČ | DGT | DAT | DPPG | DPPGT | DSHG | DSHGT | KM |
| 3  | Mindaugas Kieras        | 5  | 0  | 1  | 1   | 0   | 0,2 | 0    | 0     | 0    | 0     | 27 |
| 4  | Petras Nauseda          | 5  | 1  | 4  | 5   | 0,2 | 0,8 | 0    | 0     | 0    | 0     | 14 |
| 5  | Justinas Vezelis        | 5  | 0  | 0  | 0   | 0   | 0   | 0    | 0     | 0    | 0     | 2  |
| 6  | Arturas Katulis         | 5  | 3  | 0  | 3   | 0,6 | 0   | 0    | 0     | 0    | 0     | 4  |
| 7  | Tomas Vysniauskas       | 5  | 0  | 1  | 1   | 0   | 0,2 | 0    | 0     | 0    | 0     | 8  |
| 9  | Egidijus Bauba          | 5  | 0  | 1  | 1   | 0   | 0,2 | 0    | 0     | 0    | 0     | 12 |
| 10 | Dmitrijus Bernatavicius | 5  | 0  | 2  | 2   | 0   | 0,4 | 0    | 0     | 0    | 0     | 6  |
| 12 | Sergej Ivanuskin        | 5  | 2  | 0  | 2   | 0,4 | 0   | 0    | 0     | 0    | 0     | 2  |
| 13 | Andrius Kaminskas       | 5  | 0  | 0  | 0   | 0   | 0   | 0    | 0     | 0    | 0     | 51 |
| 15 | Arnoldas Bosas          | 5  | 1  | 3  | 4   | 0,2 | 0,6 | 0    | 0     | 1    | 0,2   | 0  |
| 17 | Tadas Kumeliauskas      | 5  | 0  | 4  | 4   | 0   | 0,8 | 0    | 0     | 0    | 0     | 12 |
| 18 | Karolis Nekrasevicius   | 5  | 0  | 1  | 1   | 0   | 0,2 | 0    | 0     | 0    | 0     | 8  |
| 19 | Donatas Kumeliauskas    | 5  | 2  | 3  | 5   | 0,4 | 0,6 | 1    | 0,2   | 0    | 0     | 10 |
| 21 | Martynas Slikas         | 5  | 1  | 2  | 3   | 0,2 | 0,4 | 0    | 0     | 0    | 0     | 0  |
| 22 | Dovydas Kulevicius      | 5  | 0  | 3  | 3   | 0   | 0,6 | 0    | 0     | 0    | 0     | 4  |
| 23 | Sarunas Kuliesius       | 5  | 3  | 1  | 4   | 0,6 | 0,2 | 1    | 0,2   | 0    | 0     | 0  |
| 24 | Darius Lelenas          | 5  | 4  | 2  | 6   | 0,8 | 0,4 | 1    | 0,2   | 0    | 0     | 20 |
| 25 | Rolandas Aliukonis      | 5  | 0  | 1  | 1   | 0   | 0,2 | 0    | 0     | 0    | 0     | 16 |
| 27 | Povilas Verenis         | 5  | 2  | 1  | 3   | 0,4 | 0,2 | 0    | 0     | 0    | 0     | 0  |
| 28 | Dalius Vaiciukevicius   | 5  | 1  | 2  | 3   | 0,2 | 0,4 | 0    | 0     | 0    | 0     | 4  |
| -- | ----------------------- | -- | -- | -- | --- | --- | --- | ---- | ----- | ---- | ----- | -- |